# P.S.A. Phuentsholing
P.S.A. Phuentsholing – stadion piłkarski w Bhutanie, w mieście Phuntsholing. Stadion mieści 5000 osób.